# Света Параскева (Нивянин)
„Света Параскева“ е православна църква във врачанското село Нивянин (Джурилово), част от Врачанската епархия на Българската православна църква.

## История
Църквата е строена от 1888 до 1955 година. Стенописите в нея са изписани от дебърския майстор Велко Илиев. В 2009 храмът е ремонтиран, но некачествено и част от стенописите са повредени. В 2022 година е ремонтиран отново.